# سینما آزادی (بیجار)
سینما آزادی یک سینما در شهر بیجار، ایران است.
این سینما که متعلق به حوزه هنری می‌باشد در سال ۱۳۹۶ با یک سالن تأسیس شده‌است.